# Ocellularia chonestoma
Ocellularia chonestoma är en lavart som först beskrevs av William Allport Leighton och fick sitt nu gällande namn av Alexander Zahlbruckner 1923. 
Ocellularia chonestoma ingår i släktet Ocellularia och familjen Thelotremataceae.   Inga underarter finns listade i Catalogue of Life.